# مقاطعة جورجيو
مقاطعة جورجيو (بالإنجليزية: Giurgiu County)‏ هي مقاطعة في رومانيا، تتبع رومانيا، بلغ عدد سكانها 269٬577 نسمة، في 1930، عاصمتها جورجيو، تبلغ مساحتها 3٬526٫0 كيلومتر مربع.

## التقسيمات الإدارية
- Izvoarele, Giurgiu [الإنجليزية]‏
- Joița [الإنجليزية]‏
- Mihăilești [الإنجليزية]‏
- Slobozia, Giurgiu [الإنجليزية]‏
- Adunații-Copăceni [الإنجليزية]‏
- Mârșa [الإنجليزية]‏
- Bolintin-Deal [الإنجليزية]‏
- Bucșani, Giurgiu [الإنجليزية]‏
- Bulbucata [الإنجليزية]‏
- Buturugeni [الإنجليزية]‏
- Călugăreni, Giurgiu [الإنجليزية]‏
- Clejani [الإنجليزية]‏
- Comana, Giurgiu [الإنجليزية]‏
- Florești-Stoenești [الإنجليزية]‏
- Găiseni [الإنجليزية]‏
- Găujani [الإنجليزية]‏
- Ghimpați [الإنجليزية]‏
- Gostinari [الإنجليزية]‏
- Greaca [الإنجليزية]‏
- Hotarele [الإنجليزية]‏
- Iepurești [الإنجليزية]‏
- Putineiu, Giurgiu [الإنجليزية]‏
- Mihai Bravu, Giurgiu [الإنجليزية]‏
- Ogrezeni [الإنجليزية]‏
- Oinacu [الإنجليزية]‏
- Prundu [الإنجليزية]‏
- Răsuceni [الإنجليزية]‏
- Roata de Jos [الإنجليزية]‏
- Schitu, Giurgiu [الإنجليزية]‏
- Stănești, Giurgiu [الإنجليزية]‏
- Valea Dragului [الإنجليزية]‏
- Vânătorii Mici [الإنجليزية]‏
- Singureni, Giurgiu [الإنجليزية]‏
- Stoenești, Giurgiu [الإنجليزية]‏
- Frătești [الإنجليزية]‏
- Daia [الإنجليزية]‏
- Letca Nouă [الإنجليزية]‏
- Vărăști [الإنجليزية]‏
- Vedea, Giurgiu [الإنجليزية]‏
- جورجيو
- Malu, Giurgiu [الإنجليزية]‏
- Cosoba [الإنجليزية]‏
- Herăști [الإنجليزية]‏
- Isvoarele [الإنجليزية]‏
- Săbăreni [الإنجليزية]‏
- Băneasa, Giurgiu [الإنجليزية]‏
- Bolintin-Vale [الإنجليزية]‏
- Colibași, Giurgiu [الإنجليزية]‏
- Toporu [الإنجليزية]‏
- Crevedia Mare [الإنجليزية]‏
- Ulmi, Giurgiu [الإنجليزية]‏
- Gogoșari [الإنجليزية]‏
- Gostinu [الإنجليزية]‏
- Grădinari, Giurgiu [الإنجليزية]‏.

## أعلام
- ماريان مونتيانو
- ماريان فيليكو